# El Araucano
Ne doit pas être confondu avec Araucano.
El Araucano (« l'Araucan ») est un périodique bihebdomadaire publié à Santiago de 1830 à 1877. Inspiré d'une idée de Diego Portales, le journal est institué par le gouvernement conservateur pour publier ses lois et ses décrets ; cet appui gouvernemental le préserve de toute difficulté financière. Dès ses débuts, et jusqu'en 1853, le célèbre homme de lettres Andrés Bello y collabore sur des sujets de politique extérieure et de littérature, traduisant des articles et commentant des livres, entre autres, tandis que le naturaliste français Claude Gay y publie ses recherches et Eusebio Lillo (es), les paroles de l'hymne national du Chili en 1847. Le périodique est remplacé en 1877 par le Journal officiel (es).